# Ugo I di Cipro
Ugo I di Cipro, noto anche come Ugo I di Lusignano (1195 – Tripoli, 1218), è stato un sovrano francese il secondo re di Cipro della dinastia dei Lusignano, dal 1205 alla sua morte.

## Biografia

### Infanzia

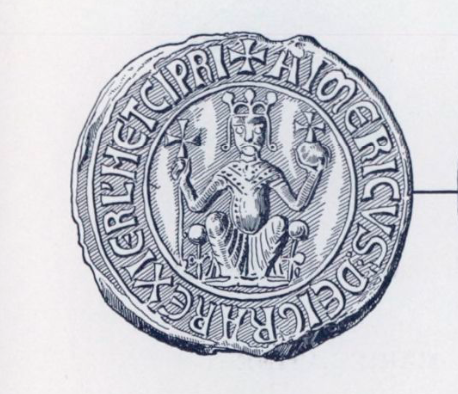
Amalrico II di Lusignano su di una moneta

Ugo, come ci conferma la Chroniques d'Amadi et de Strambaldi. T. 1, era figlio del re di Cipro e re di Gerusalemme, Amalrico II di Lusignano, e della sua prima moglie Eschiva di Ibelin., che, secondo Les familles d'outre-mer, era figlia di Baldovino di Ibelin ( †  1187), signore di Ibelin e signore di Ramla, e di Richilde di Bethsan, figlia di Guermond, signore di Bethsan.
Secondo la Chronica Albrici Monachi Trium Fontium, Amalrico II di Lusignano era fratello di Ugo il Bruno di Lusignano, Goffredo e Guido, Re di Gerusalemme, ed il loro padre era il Signore di Lusignano, Ugo VIII, detto il Vecchio o il Bruno ("le Vieux ou le Brun") e della moglie, sorella del visconte di Thouars, Bourgogne o Burgundia di Rançon († 1169), dama di Fontenay, figlia del visconte di Thouars Goffredo di Rançon e Falsifie, dama di Moncontour.
Nel 1194, alla morte dello zio di Ugo, Guido di Lusignano, suo padre, Amalrico divenne signore di Cipro.

Tra il 1195 ed il 1196, con l'approvazione di papa Celestino III, Amalrico organizzò la chiesa latina a Cipro, con un arcivescovo a Nicosia e tre vescovi a Limassol, Pafo e Famagosta, molto probabilmente perché aspirava ad essere incoronato re e non si fidava della chiesa greca; la documentazione dei vari messaggi scambiati tra Amalrico e Celestino III sono contenuti nella Histoire de l'île de Chypre sous le règne des princes de la maison de Lusignan, volume 3.
Nel 1196, suo padre, Amalrico fu proclamato re di Cipro (Amalrico I di Cipro) dall'imperatore, Enrico VI di Svevia, e fu incoronato re a Nicosia il 22 settembre 1197, da Corrado di Querfurt, vescovo di Hildesheim, cancelliere dell'imperatore.
In quel periodo, fu concluso un patto matrimoniale tra il regno di Gerusalemme ed il regno di Cipro, che prevedeva che i tre figli maschi di Amalrico avrebbero sposato le tre figlie di Enrico II di Champagne e Isabella di Gerusalemme; secondo questo accordo, Ugo avrebbe dovuto sposare, Filippa di Champagne.
Sua madre, Eschiva, morì nell'inverno 1196/7, in quanto, alla morte di Enrico II di Champagne nel settembre 1197, suo padre Amalrico risultava vedovo.
Suo padre, Amalrico, fu prescelto quasi all'unanimità, come quarto marito della regina di Gerusalemme Isabella, figlia di Amalrico I di Gerusalemme, costretta a divorziare dal primo marito, Umfredo IV di Toron, e poi già vedova di Corrado di Monferrato e di Enrico II di Champagne e divenne re di Gerusalemme jure uxoris.
Suo padre, Amalrico II, morì a San Giovanni d'Acri il 1º aprile 1205, subito dopo il fratellastro di Ugo, Amalrico e quattro giorni prima di sua matrigna, Isabella; la Chronique d'Ernoul et de Bernard le Trésorier riporta la morte di entrambi i regnanti (li rois Haimeris fu mors), mentre il Regesta Regni Hierosolymitani 1097-1291, riporta la morte di Amalrico, a Haifa, il primo aprile circa due mesi dopo il figlio ultimogenito, anche lui di nome Amalrico. Ugo gli succedette nel regno di Cipro, mentre il regno di Gerusalemme passò a Maria di Monferrato, figlia di Isabella I e del suo secondo marito, Corrado di Monferrato, sotto la reggenza di un suo zio (fratellastro di sua madre), Giovanni di Ibelin; questa successione viene confermata sia dalla Chronique d'Ernoul et de Bernard le Trésorier, che dal Regesta Regni Hierosolymitani 1097-1291.

### Fidanzamento e matrimonio

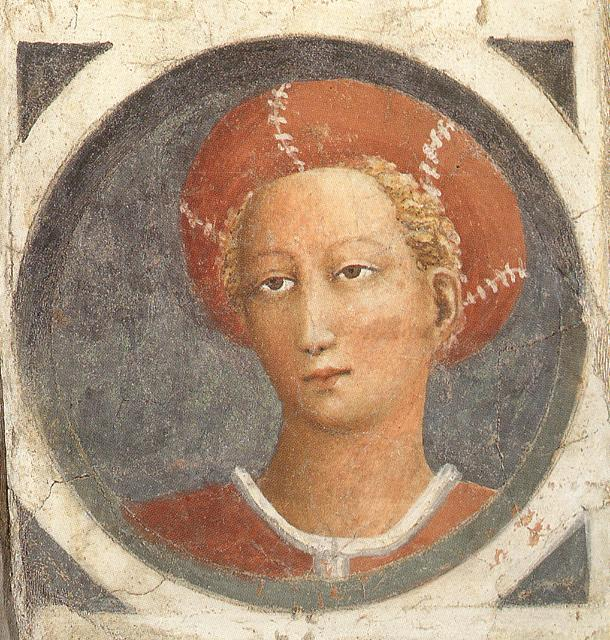
Alice di Champagne ritratta da Masaccio

Dopo la morte dei suoi due fratelli maggiori, Guido e Giovanni, nel dicembre 1207, Ugo fu fidanzato con la maggiore delle figlie di Enrico II di Champagne e Isabella di Gerusalemme, Alice di Champagne, con la clausola, che se Alice fosse deceduta, prima dl matrimonio, avrebbe sposato la sua prima fidanzata, Filippa, come ci viene confermato dal documento n° 823 del Regesta Regni Hierosolymitani 1097-1291.
Il matrimonio di Ugo e Alice fu celebrato, prima del settembre 1210; il matrimonio viene confermato dalla Chronica Albrici Monachi Trium Fontium.

### Re di Cipro

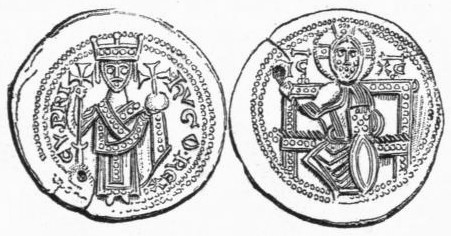
Bisante di Ugo I, re di Cipro

Il 1º aprile del 1205 il padre morì improvvisamente, mentre si trovava a San Giovanni d'Acri (capitale del regno di Gerusalemme) per trattare una tregua con il sultano Safedino, fratello del celebre Saladino. Ugo, a soli 10 anni, fu dunque proclamato re di Cipro. Ad assumere la reggenza furono Gualtiero de Montfaucon (ucciso nella battaglia di Satalia, 20 giugno 1212), un antico consigliere del regno gerosolimitano, marito di sua sorella, Borgogna (1178 c. - 1210 c.), reggenti del trono di Cipro durante la minor età di Ugo I; Gualtiero resse il governo dell'isola infelicemente per cinque anni, fino al settembre 1210, quando Ugo poté assumere il potere avendo compiuto 15 anni, che allora significavano l'entrata nella maggiore età.
Subito dopo aver assunto il potere, Ugo (Hugo Dei gratia rex Cypri), a novembre,  fece una donazione in memoria dei genitori, come da documento n° 176 del Cartulaire de l'Église du Saint-Sepulcre de Jérusalem.
Ugo I estromise il cognato, Gualtiero, dal governo cipriota e, secondo il Recueil des historiens des croisades. Historiens occidentaux. Tome second, lo accusò di essersi appropriato di una grande somma di denaro e che ne pretendeva la restituzione; durante la notte Gualtiero radunò i suoi uomini, raccolsero i loro averi e lasciarono l'isola, andando in esilio a San Giovanni d'Acri, dove Gualtiero fu accolto dal nipote (figlio della sorella), Giovanni di Brienne, Re di Gerusalemme (jure uxoris), che lo nominò connestabile del regno.
Nel 1217, Ugo fece una donazione in suffragio dell'anima di Maria Comnena (Regina di Gerusalemme), madre di Filippo d'Ibelin, che col fratello, Giovanni di Ibelin, Signore di Beirut e connestabile di Gerusalemme, fu reggente per Enrico, il figlio di Ugo.

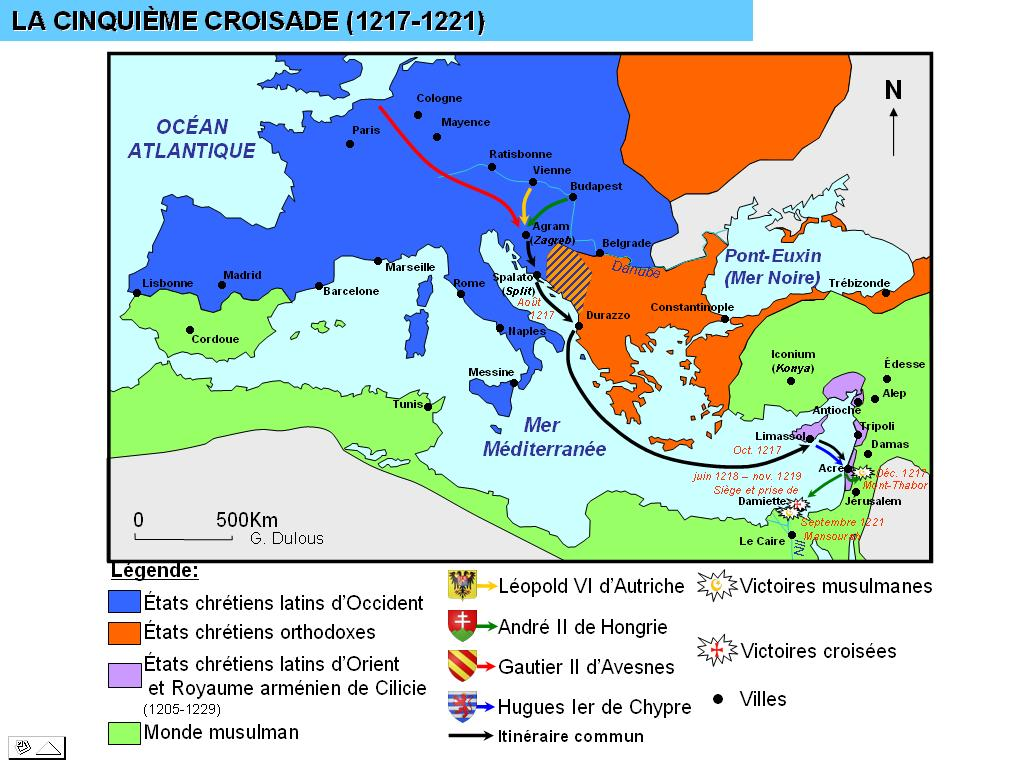
Movimento delle truppe della V crociata (in blu quelle di Ugo di Cipro)

Nel 1217, Ugo aderì alla quinta crociata, bandita da papa Onorio III nell'agosto 1217 per riconquistare i territori perduti nel 1188, e, sbarcando a San Giovanni d'Acri si unì al re d'Ungheria, Andrea II, al duca d'Austria e duca di Stiria, Leopoldo VI di Babenberg e a Giovanni di Brienne, re di Gerusalemme, come descritto nel livre XXXI, chap. X, del Recueil des historiens des croisades. Historiens occidentaux. Tome second, e con Ugo erano anche i fratelli, Giovanni e Filippo di Ibelin.
Dopo aver assediato la fortezza sul Monte Tabor, senza ottenere risultati, i Crociato rientrarono in Acri e dopo circa un mese, gli ungheresi e gli austriaci fecero rientro nei loro feudi, mentre Ugo, secondo la Chroniques d'Amadi et de Strambaldi. T. 1, si recò a Tripoli, per partecipare al matrimonio della sua sorellastra, Melisenda con Boemondo IV di Antiochia.

### Morte
Dopo il matrimonio della sorellastra, a Tripoli in Siria, nel 1218, sempre secondo la Chroniques d'Amadi et de Strambaldi. T. 1, Ugo si ammalò e, non molto tempo dopo morì, lasciando un figlio maschio di nove mesi, Enrico che gli succedette, come Enrico I; ancora secondo la Chroniques d'Amadi et de Strambaldi. T. 1, fu tumulato nella chiesa degli Ospitalieri di San Giovanni di Gerusalemme di Tripoli ed in seguito fu portato nella chiesa degli Ospitalieri di San Giovanni di Gerusalemme di Nicosia.
Il suo fu un regno tirannico: si dimostrò infatti eccessivamente autoritario e in continuo conflitto con i vicini, con i vassalli e la Chiesa.

## Discendenza
Ugo e Alice di Champagne ebbero tre figli:
- Maria (1215 - 1251 o 1253), che sposò il conte Gualtieri IV di Brienne nel 1233[32];
- Isabella (1216 - 1264), che sposò Enrico di Antiochia[33], e che fu la madre di Ugo III di Cipro e antenata della linea denominata in seguito come la seconda dinastia Lusignano;
- Enrico (1217 - 1253), omonimo del nonno materno, che divenne re di Cipro[28] dopo la morte del padre nel 1218, con la madre che agì come reggente.

## Ascendenza
|                          |                    |                        | Genitori |  |  | Nonni |  |  | Bisnonni             |  |  | Trisnonni           |  |
|                          |                    |                        |          |  |  |       |  |  | Ugo VII di Lusignano |  |  | Ugo VI di Lusignano |  |
|                          |                    |                        |          |  |  |       |  |  | Ugo VII di Lusignano |  |  | Ugo VI di Lusignano |  |
|                          |                    | Ildegarda di Thouars   |          |  |  |       |  |  | Ugo VII di Lusignano |  |  |                     |  |
| Ugo VIII di Lusignano    |                    |                        |          |  |  |       |  |  | Ugo VII di Lusignano |  |  |                     |  |
|                          |                    | Sarracina di Lezay     | …        |  |  |       |  |  |                      |  |  |                     |  |
|                          |                    | Sarracina di Lezay     | …        |  |  |       |  |  |                      |  |  |                     |  |
|                          |                    | Sarracina di Lezay     | …        |  |  |       |  |  |                      |  |  |                     |  |
| Amalrico II di Lusignano |                    | Sarracina di Lezay     |          |  |  |       |  |  |                      |  |  |                     |  |
|                          |                    | Goffredo di Rançon     | …        |  |  |       |  |  |                      |  |  |                     |  |
|                          |                    | Goffredo di Rançon     | …        |  |  |       |  |  |                      |  |  |                     |  |
|                          |                    | Goffredo di Rançon     | …        |  |  |       |  |  |                      |  |  |                     |  |
| Bourgogne de Rançon      |                    | Goffredo di Rançon     |          |  |  |       |  |  |                      |  |  |                     |  |
|                          |                    | Falsifie di Moncontour | …        |  |  |       |  |  |                      |  |  |                     |  |
|                          |                    | Falsifie di Moncontour | …        |  |  |       |  |  |                      |  |  |                     |  |
|                          |                    | Falsifie di Moncontour | …        |  |  |       |  |  |                      |  |  |                     |  |
| Ugo I di Cipro           |                    | Falsifie di Moncontour |          |  |  |       |  |  |                      |  |  |                     |  |
|                          | Barisano di Ibelin | …                      |          |  |  |       |  |  |                      |  |  |                     |  |
|                          | Barisano di Ibelin | …                      |          |  |  |       |  |  |                      |  |  |                     |  |
|                          | Barisano di Ibelin | …                      |          |  |  |       |  |  |                      |  |  |                     |  |
| Baldovino di Ibelin      | Barisano di Ibelin |                        |          |  |  |       |  |  |                      |  |  |                     |  |
|                          |                    | …                      | …        |  |  |       |  |  |                      |  |  |                     |  |
|                          |                    | …                      | …        |  |  |       |  |  |                      |  |  |                     |  |
|                          |                    | …                      | …        |  |  |       |  |  |                      |  |  |                     |  |
| Eschiva d'Ibelin         |                    | …                      |          |  |  |       |  |  |                      |  |  |                     |  |
|                          |                    | …                      | …        |  |  |       |  |  |                      |  |  |                     |  |
|                          |                    | …                      | …        |  |  |       |  |  |                      |  |  |                     |  |
|                          |                    | …                      | …        |  |  |       |  |  |                      |  |  |                     |  |
| Richilde de Bethsan      |                    | …                      |          |  |  |       |  |  |                      |  |  |                     |  |
|                          |                    | …                      | …        |  |  |       |  |  |                      |  |  |                     |  |
|                          |                    | …                      | …        |  |  |       |  |  |                      |  |  |                     |  |
|                          |                    | …                      | …        |  |  |       |  |  |                      |  |  |                     |  |
|                          |                    | …                      |          |  |  |       |  |  |                      |  |  |                     |  |

### Fonti primarie
- (LA)  Monumenta Germaniae Historica, Scriptores, tomus XXIII.
- (LA)  Histoire de l'île de Chypre sous le règne des princes de la maison de Lusignan, volume 3.
- (LA)  Cartulaire de l'Église du Saint-Sepulcre de Jérusalem.
- (LA)  Regesta Regni Hierosolymitani 1097-1291.
- (FR)  Recueil des historiens des croisades. Historiens occidentaux. Tome second.
- (IT)  Chroniques d'Amadi et de Strambaldi. T. 1.

### Letteratura storiografica
- (EN)  The Lusignan family in the 11th & 12th centuries.
- (EN)  The Kingdom of Cyprus and the Crusades, 1191-1374.
- (FR)  Chronique d'Ernoul et de Bernard le Trésorier.
- (FR)  Les familles d'outre-mer.
- (EN)  Ulwencreutz's The Royal Families in Europe V.